# Stomie
Une stomie (du mot grec στόμα (stóma, bouche) est une déviation chirurgicale d'un conduit naturel, une sorte de « court-circuit ». Elle est souvent le résultat d'une ablation. Dans les cas les plus communs, les selles ou les urines sont donc recueillies dans un sac ou une poche de stomie.
Une personne portant une stomie est appelée « stomisée ».

## Liste des stomies

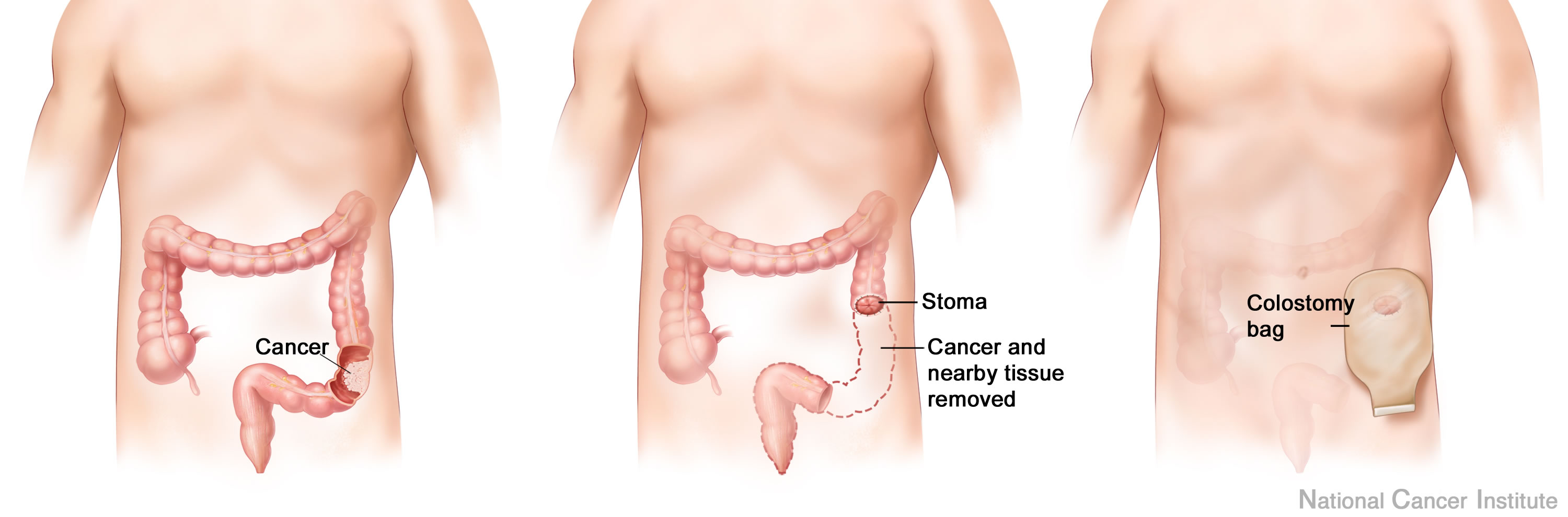
Colostomie.

- Colostomie anciennement appelée « anus artificiel » — abouchement du côlon à l'abdomen pour que la matière fécale soit déviée grâce à l'incision en général pratiquée sur le ventre. Une colostomie peut être pratiquée sur n'importe quel segment du côlon : elle se nomme cæcostomie quand le cæcum est abouché à la peau, colostomie transverse quand il s'agit du côlon transverse et colostomie gauche quand il s'agit du côlon gauche, ou côlon descendant.
- Gastrostomie — abouchement au niveau de l'estomac.
- Iléostomie — ressemble à la colostomie mais c'est l'iléon qui est abouché à l'abdomen. Les selles recueillies sont beaucoup plus liquides et corrosives que pour la colostomie.
- Sigmoïdostomie — abouchement du sigmoïde à gauche de l'abdomen.
- Trachéostomie — l'air allant aux poumons est prélevé par une ouverture dans la trachée (face antérieure du cou).
- Urétérostomie ou urostomie (Bricker) — c'est l'abouchement des uretères à l'aide d'un segment d'iléon à la paroi abdominale, les urines sont recueillies dans une poche en lieu et place de la vessie.
- Vasovasostomie — reconnexion des canaux déférents, inverse de la vasectomie.
- Cystostomie — ouverture de la vessie au niveau de l'abdomen pour permettre l'écoulement des urines.

## Types
Une stomie peut être temporaire, pratiquée en attendant que la cicatrisation des lésions permette un rétablissement du circuit digestif ou urinaire normal, ou peut être définitive si les voies sont enlevées, détruites…

## Adaptation
L'adaptation psychologique à l'appareillage est parfois difficile car le patient doit apprendre à répondre aux contraintes découlant d'une stomie.
Fabricants, professionnels et associations proposent des informations partagées, des forums d'échange et des aides en ligne,.